# Moderne Zeiten
Moderne Zeiten (Originaltitel: Modern Times) ist ein von Charlie Chaplin in den Jahren 1933 bis 1936 geschaffener US-amerikanischer Spielfilm, der am 5. Februar 1936 uraufgeführt wurde. Inhaltlich greift der Film, in dem Chaplin ein weiteres Mal die von ihm kreierte Figur des Tramps darstellt, den Taylorismus in der Arbeitswelt sowie die Massenarbeitslosigkeit infolge der Weltwirtschaftskrise auf. Es wird zwar mit akustischen Elementen und auch Sprache gearbeitet, er setzt aber dennoch im Wesentlichen die Tradition des Stummfilms fort.

## Handlung
Im Vorspann dreht sich ein Sekundenzeiger über eine bildfüllende Uhr. Es erscheint eine Schafherde, in deren Mitte ein schwarzes Schaf mitläuft. Danach werden Arbeiter, die dicht an dicht aus dem Schacht einer U-Bahn-Station in die Fabrik drängen, dargestellt, einer von ihnen ist Charlie. Hier sind absurde Maschinen zu bedienen, und ständig überwacht der Direktor der Produktionsstätte mit dem Namen „Electro Steel Corporation“ mit einem Monitorsystem die Tätigkeit seiner Beschäftigten. Der Firmenchef sitzt gelangweilt in seinem komfortablen Büro, spielt Puzzle und liest Zeitung, während Charlie und seine Kollegen unter Hochdruck in der Fließbandfertigung arbeiten. Der Leiter hat durch das Monitorsystem direkte Einflussmöglichkeit auf die Steuerungszentrale und kann darüber die Fertigungsgeschwindigkeiten der Anlagen nach Belieben beeinflussen.
Durch die rasante und ständig gleichförmige Fließbandarbeit zeigt Charlie bereits erste Störungen in seiner Motorik und Koordination. In einer Essenspause kommt ein Ingenieurteam – in Anwesenheit des Chefs – ans Band und möchte eine neuartige Erfindung testen. Es handelt sich dabei um eine Maschine, die einen Arbeiter automatisiert füttern soll. Dadurch soll Pausenzeit eingespart werden. Charlie wird als Testperson auserkoren. Anfangs läuft die Fütterungsapparatur noch wie vorgesehen, wird aber plötzlich unkontrollierbar schnell und zeigt gefährliche Fehlfunktionen, wodurch Charlie von dem Automaten malträtiert wird. Der Test der Maschine wird vom enttäuschten Chef abgebrochen, daraufhin setzt Charlie seine bisherige Arbeit am Fließband fort. Die Arbeit besteht zwar nur darin, gleichzeitig zwei Schraubenmuttern mittels zweier Schraubenschlüssel zu verdrehen, aber durch das hohe Fertigungstempo wirken sich selbst kleine Störfaktoren enorm aus.
Nach einiger Zeit gerät er komplett in das Maschinengetriebe der Anlage. Dort macht er sich in zwanghaft gesteigerter Weise – während er mit riesigen Zahnrädern gemeinsam rotiert – an den erreichbaren Schrauben zu schaffen. Von der rückwärtslaufenden Maschine wieder ausgespuckt, dreht er plötzlich völlig durch. Mit seinen zwei Schraubenschlüsseln rennt er hinter der Chefsekretärin her, da er ihre großen Kleidungsknöpfe für Schraubenmuttern hält. Wild schraubend auf der Straße angelangt, lenken ihn die Schrauben eines Straßenhydranten von der Frau ab. Doch als eine Passantin in einem Kleid mit modisch übergroßen Knöpfen vorbeigeht, will er nun an diesen weiterschrauben. Ein herbeigerufener Polizist verfolgt Charlie, der zurück in die Fabrik rennt, nicht ohne am Zugang wieder die Stempeluhr zu bedienen. Nach weiteren zerstörerischen Handlungen landet er im Irrenhaus.

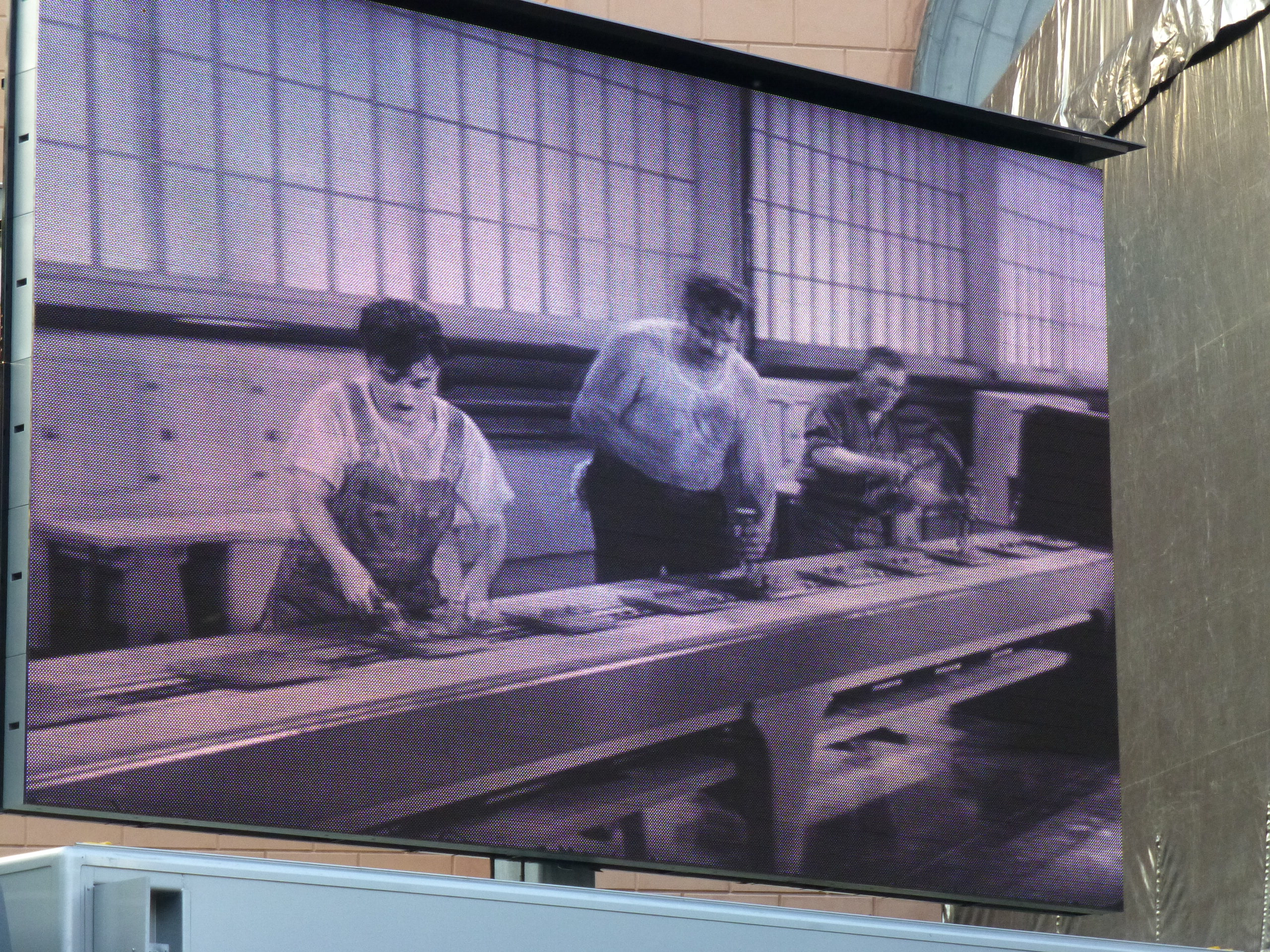
Fließbandarbeit im Film, Charlie dreht Schrauben

Er wird als geheilt entlassen und sieht auf der Straße, wie ein Langholzlaster die (üblicherweise rote) Heckfahne verliert. Als er hinterherlaufend versucht, dem Fahrer dieses Fähnchen zurückzubringen, gerät er unter demonstrierende Kommunisten und wird in eine Schlägerei mit der Polizei verwickelt. Mit der Fahne voran wird er aus dem Abwasserkanal herausgezogen, in dem er sich versteckt hat, und kommt schließlich als vermeintlicher Anführer der Kommunisten ins Gefängnis. Dort nimmt er im Salzstreuer verstecktes Drogenpulver versehentlich zu sich. Der Drogenrausch macht ihn zum Helden: Ohne klare Zielvorstellung verhindert er einen Ausbruch von Mithäftlingen. Während er im Strafvollzug nun eine bevorzugte Behandlung in einer komfortablen Zelle erfährt, kommt es außerhalb wegen der Massenarbeitslosigkeit mehr und mehr zu sozialen Unruhen in der Gesellschaft.
Er wird freigelassen. Ein Empfehlungsschreiben vom Gefängnisleiter verhilft ihm zu einem Job in einer Werft, wo er versehentlich ein halbfertiges Schiff vom Stapel laufen lässt und damit versenkt. Er macht sich daraufhin schnell aus dem Staub. Auf der Straße sieht Charlie, wie eine junge Frau wegen Brotdiebstahls verhaftet werden soll. Da er ohnehin wieder zurück ins Gefängnis möchte, versucht er, sich, anstatt ihrer, verhaften zu lassen. Als dies misslingt, provoziert er daraufhin als Zechpreller seine erneute Festnahme. Schließlich trifft er das Mädchen im Gefangenentransporter wieder und beide fliehen gemeinsam. Mit seinem Empfehlungsschreiben findet er erneut einen Job − als Nachtwächter in einem Luxuskaufhaus. Beide verbringen die Nacht dort. Nachdem Charlie in der Spielzeugabteilung halsbrecherische Kunststücke als Rollschuhläufer gezeigt hat, begibt sich das Mädchen in einem riesigen Bett zur Ruhe. Charlie dreht auf Rollschuhen seine Runden und trifft dabei auf Einbrecher, von denen sich einer als ehemaliger, inzwischen arbeitsloser Arbeitskollege entpuppt. Die Begegnung endet in einem Vollrausch. Nachdem Charlie völlig verkatert am nächsten Morgen im Kaufhaus von einer Verkäuferin unter einem Berg von Kleiderstoffen hervorgezerrt worden ist, wird er erneut ins Gefängnis geworfen.
Nach ein paar Tagen erneut auf freiem Fuß, wird er von seiner Freundin empfangen. Sie hat unterdessen eine eigene Bleibe für sie gefunden, eine Bruchbude, in welcher beide unverdrossen die Karikatur eines kleinbürgerlichen Lebens zelebrieren. Charlie gelingt es, einen Job als Schlossergehilfe in einer Fabrik zu ergattern. Diesmal ist es sein Kollege, der in eine große Maschine gerät. Charlie flößt dem Eingeklemmten in der Mittagspause Nahrung ein und befreit ihn dann endlich. Doch schon nach der Pause erfahren beide, dass Streik ausgerufen ist. Am Werktor lenkt Charlie versehentlich einen Stein auf einen Polizisten und wird als vermeintlicher Steinwerfer wieder mal verhaftet.
Das Mädchen findet schließlich einen Job als Tänzerin in einem Tanzlokal und erreicht, dass auch Charlie als Kellner und Sänger angestellt wird. Bei der Kellnerarbeit geht zwar einiges schief, und seinen Liedtext kann er sich nicht merken, aber Charlie bewährt sich mit einer improvisierten Lachnummer. Daraufhin bekommt er eine feste Stelle angeboten. Das Leben der beiden scheint nun endlich in geordnete Bahnen zu gelangen. Doch dann taucht der behördliche Vormund des wegen Landstreicherei gesuchten Mädchens auf, will es aus dem Lokal holen und von Charlie trennen. Beiden gelingt erneut die Flucht. Zuletzt gehen sie gemeinsam auf der Straße dem Morgen entgegen.

## Produktionsgeschichte
Charlie Chaplin arbeitete an Modern Times im historischen Umfeld der Great Depression. Die Dreharbeiten starteten am 11. Oktober 1934 und endeten am 30. August 1935. Die Darstellerin des hungrigen Straßenmädchens, Paulette Goddard, wurde wenig später Chaplins Frau. Die Rolle in Moderne Zeiten bedeutete zugleich ihren Durchbruch und im Gegensatz zu den meisten anderen Chaplin-Hauptdarstellerinnen schaffte sie es, auch außerhalb ihrer Zusammenarbeit mit Chaplin erfolgreich zu sein.
Die Szene mit dem unfreiwilligen Drogenrausch Charlies im Gefängnis war seinerzeit sehr gewagt, war doch 1930 eine freiwillige Zensurbestimmung angeordnet worden. Diese auch Hays Code genannte Vorgabe war eine Zusammenstellung von Richtlinien zur Produktion von US-amerikanischen Filmen im Hinblick auf eine moralisch akzeptable Darstellung besonders von Kriminalität und sexuellen Inhalten. Der Dachverband der US-Filmproduktionsfirmen übernahm den Kodex zunächst auf freiwilliger Basis; drohende Zensurgesetze der Regierung machten ihn jedoch ab 1934 zur Pflicht. Der Code war nie gesetzlich verankert, aber Filmen, die gegen ihn verstießen, drohte ein von der Catholic Legion of Decency organisierter Kinoboykott. Erst 1967 wurde der Hays Code abgeschafft.
Das Kellner-Lied ist Chaplins Version von Je cherche après Titine, welches aus dem Jahr 1917 stammt und von Léo Daniderff komponiert wurde (Lyrik von Louis Mauban und Marcel Bertal). Auf die Frage des Tanzlokalbesitzers gegen Filmende, ob er auch singen könnte, reagiert Charlie verlegen. Seine spätere Gesangsdarbietung kommt bei den dargestellten Lokalgästen zwar gut an, ist aber in unverständlichem Kauderwelsch ausgeführt. Hintergrund der Gesangseinlage des Stummfilmstars war, dass diese Neuerung in seinem Repertoire von der Produktionsfirma auferlegt wurde.
Die United-Artists-Produktion kostete anderthalb Millionen Dollar. In den USA war diese hinter San Francisco und The Great Ziegfeld der drittumsatzstärkste Film des Jahres. In Chaplins Heimat Großbritannien der erfolgreichste Film 1936.

## Stummfilm oder Tonfilm?
Das „Movie College Team“ bewertet Moderne Zeiten als späten Stummfilm und Chaplin als „größte[n] Nachzügler“. Moderne Zeiten gilt als Satire auf den Tonfilm: Toneffekte werden lediglich zu dramaturgischen Zwecken eingesetzt. Zu hören sind Geräusche von Maschinen, unwillkürliche Körpergeräusche und medial vermittelte Aussagen wie die Anweisungen des Betriebsleiters aus dem Lautsprecher und die auf Schallplatte aufgenommene Vorstellung der Essmaschine. Zu hören ist auch der Gesangsvortrag des Protagonisten. Dieser ist allerdings völlig unverständlich; dem zu hörenden Kauderwelsch wird lediglich durch ausdrucksstarke Gestik ein Sinn verliehen: Smile (Filmsong).
Noch 1936 ist Chaplins Befürchtung spürbar, Sprechfilme würden die Fähigkeit zur Pantomime zerstören, die er als Grundlage der Filmkunst ansah. Folglich wird jede nicht über Apparate vermittelte Kommunikation in Moderne Zeiten (wie im Stummfilm) pantomimisch dargestellt, was besonders bei der Präsentation der Essmaschine witzig wirkt, da deren Erfinder den auf Schallplatte abgespielten Werbetext, der die Maschine dem Direktor erklären soll, auch direkt sprechen könnte; stattdessen unterstreicht er pantomimisch seine eigenen Worte, getreu der hörbaren Aussage, dass eine praktische Vorführung die Funktionsweise der Maschine besser zeigen könne als alle Worte.
Dadurch, dass gesprochener Text nur dann hörbar ist, wenn er über Apparate vermittelt wird, entsteht der Eindruck, dass nur diejenigen „etwas zu sagen haben“, die die Verfügungsgewalt über die Apparate innehaben. Nichtbesitzer von Apparaten hingegen bleiben ungehört.

## Parallelen zu anderen Filmern und Filmen der Stummfilmzeit
In Charles Bowers‘ Stummfilm He Done His Best von 1926 spielt der Filmemacher Bowers einen ursprünglich als Tellerwäscher eingestellten Mann, der ein voll automatisiertes Restaurant erfindet, das von ihm über eine große Schalttafel gesteuert werden kann. Sein Film weist deutliche Parallelen zu Moderne Zeiten auf, auch in Beziehung auf die Fütterungsmaschine in Chaplins Film. Bowers ist wie auch „die Großen“ der Stummfilmära ein amerikanischer Comedian im Kampf mit der Tücke des Objekts, der er bevorzugt mit monströsen Meschugge-Maschinen zu Leibe rückt, um sich so meist surrealen Aufgaben zu verschreiben. In seinen Filmen voller skurriler Einfälle mischt er Animation mit Realaufnahmen und schafft verblüffende Kinoszenen, die nie zuvor in ähnlicher Weise zu sehen waren. Damit nahm Bowers eine Vorreiterstellung in der Filmwelt ein und wird heute oft mit Chaplin oder Buster Keaton gleichgestellt.
Die Filmkritikerin und -essayistin Frieda Grafe beschreibt das Verhältnis zu Maschinen der berühmten Komiker in der Stummfilmära so: „Chaplin gerät hilflos in ihr Räderwerk, Laurel und Hardy setzten sich wütend gegen sie zur Wehr und demolieren sie; Buster Keaton meistert sie durch Gelassenheit und Scharfblick; Bowers ist nicht primär ihr Widersacher, sondern ein Konstrukteur, der selbst, …, die wahnsinnigsten Apparate ersinnt und baut und auf die Menschheit losläßt.“

## Interpretation

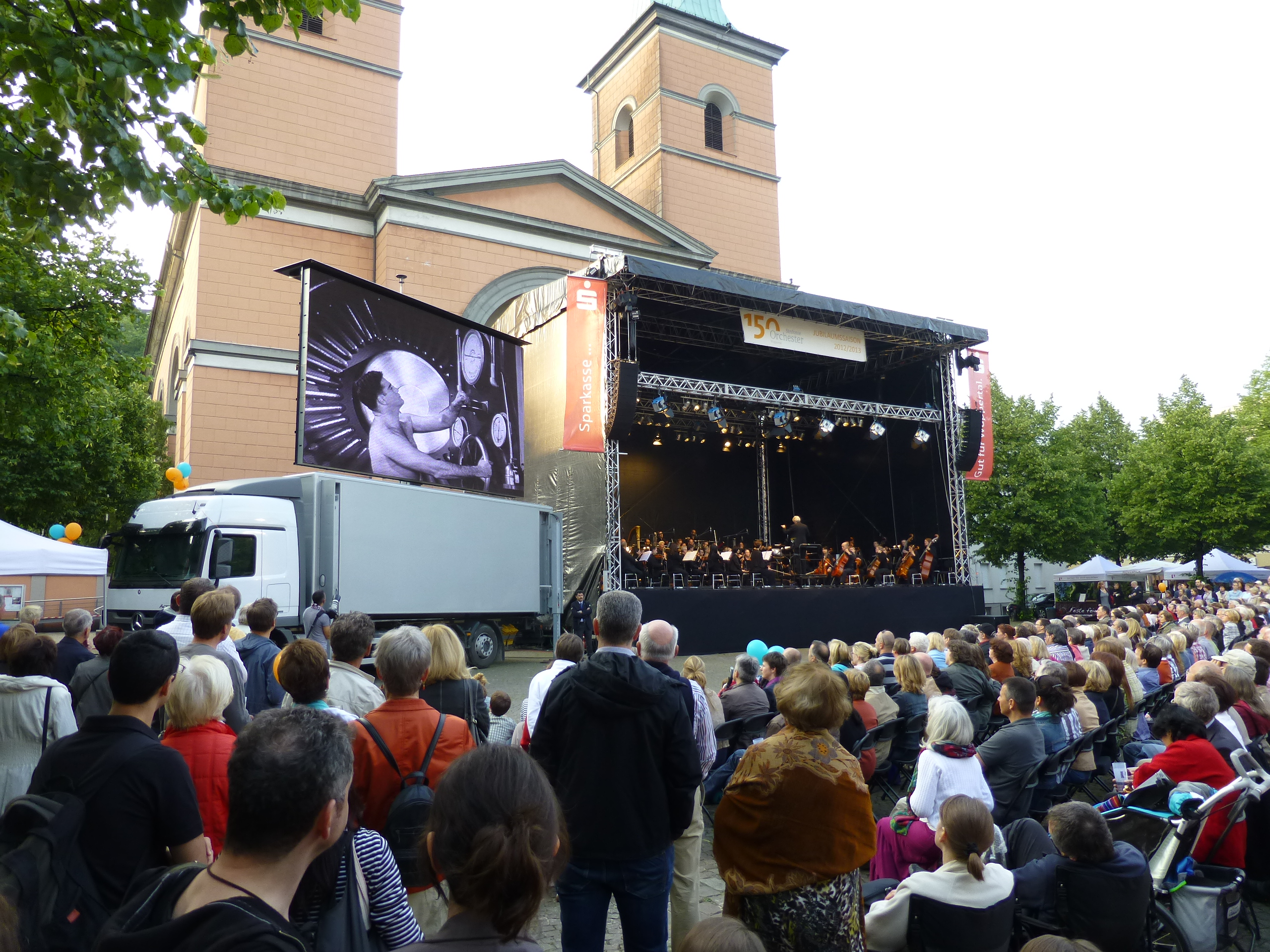
„Kämpfen“ die Arbeiter im Film mit den übergroßen Maschinen, sozusagen gegen eine übermachtige Maschinenwelt? Dem Zuschauer bieten sich viele Interpretationsmöglichkeiten.

Der Film kritisiert den durch die Industrialisierung hervorgerufenen Verlust von Individualität durch Zeitdruck und monotone, durch Maschinen geprägte Arbeitsabläufe. Die Arbeiter in der Fabrik werden als abgestumpft dargestellt, lediglich die Hauptfigur reagiert mit menschlicher Sensibilität auf das Geschehen in der dargestellten Arbeits- und Umwelt, die sich auch in der Liebesgeschichte mit dem Mädchen ausdrückt.
Die Maschinen wirken nicht nur durch ihre Größe als bedrohlich. Sie saugen hungrig auf Walzen und Laufbändern neben Material auch Menschen in ihr Räderwerk ein und drohen, die Arbeiter zu zerstampfen und zu zermalmen. Nur mit Glück kann man ihnen wieder entgehen und wird dann sozusagen ausgespuckt.
Aber nicht nur die Produktionsmaschinen stellen eine Bedrohung dar. Als der Tramp von der unausgereiften Fütterungsapparatur drangsaliert wird, versuchen die Umstehenden zuerst die Fehlfunktionen der Maschine zu beheben. Erst als der Firmenchef mit lapidaren Worten den Test abbricht, wird er befreit.
Der Film weist deutliche Parallelen zum cineastischen Industriealptraum Metropolis (1927) von Fritz Lang auf. Wenn beispielsweise der Firmenchef über riesige Monitore seine Arbeiter an den monströsen Produktionsanlagen dirigiert und permanent überwacht, dann erscheint der Fabrikschaffende winzig und eingeschüchtert. Die spärliche Vertonung ist im Film fast ausschließlich negativ besetzt: Maschinen lärmen, die Stechuhr tönt, der Fabrikdirektor brüllt. Ton steht für Macht und Kontrollausübung, für eine unwirtliche und menschenfeindliche Maschinenwelt. Charlie öffnet dagegen nur einmal den Mund, um in einem Phantasiekauderwelsch im Lokal ein Lied vorzutragen.
Der Film stellt eine Weiterentwicklung der von Chaplin in früheren Filmen ausgearbeiteten Tramp-Rolle unter veränderten gesellschaftlichen Verhältnissen dar. Aus dem Tramp als typischem Wanderarbeiter (Hobo) ist vor dem Hintergrund von Massenarbeitslosigkeit einer der vielen Arbeitslosen geworden, der in dieser Zeit ums Überleben kämpfen muss.
Im Film Goldrausch von 1925 lösen Armut, Hunger und Sehnsucht Halluzinationen beim Tramp aus, in Moderne Zeiten führt die industrielle Ausbeutung des Menschen zu geistigen und auch körperlichen Fehlfunktionen. So wirkt der oft vom Hunger nach Nahrungsmitteln gepeinigte Tramp in bekannter Weise komisch, wenn sich bei seinem Kellnerjob im Tanzlokal ein riesiger Bratvogel vom getragenen Tablett aus am Kronleuchter einhängt. Das Thema Nahrungsaufnahme und Hunger spielt aber auch insgesamt eine Rolle im Film. Denn nun stellt Chaplin die Anforderungen der Maschinen menschlichen Bedürfnissen gegenüber. Wird Charlie im ersten Filmteil von dem Menschfütterautomaten zwangsgefüttert, ist später – spiegelbildlich – ihm ein, in einer übergroßen Maschine eingeklemmter, Arbeitskollege ausgeliefert. Charlie flößt ihm zuerst Nahrung ein, noch bevor er ihn befreit, schließlich galt es, die Pausenzeit einzuhalten. Wenn im Film die Menschfüttermaschine an ihrer Aufgabe scheitert, was ihr den Nimbus der Allmacht über den Menschen raubt, reagiert der Zuschauer, wiederum betrachtet, auf die Szene gleichsam mit unmittelbarem Gelächter. Dieses Lachen, das sich in der Auslegung des Philosophen Walter Benjamin stets der spielerischen Natur des Filmgeschehens bewusst ist, wirke als Medizin gegen die Schocks des modernen Lebens, indem es Spannungen abbaut. Der Tramp vermag also nicht nur die Fabrikwelt auf den Kopf zu stellen, sondern er führt mit seiner komischen Körpersprache auch vor, welche Konflikte industrielle Arbeit auslöst, um sie auf sinnlichen Ebenen sogleich mit Lachen zu therapieren.
Anders als in früheren Filmen steht der Tramp am Filmende nicht allein da und er ist vielschichtiger geworden. „Zwischen dem alten und dem neuen Chaplin gibt es noch einen Unterschied, der sehr nachdenklich stimmt, einen Unterschied zwischen der alten grotesken Figur und dem neuen vielgestaltigen Menschen“, schrieb der Filmtheoretiker Béla Balázs. „Es ereignet sich nämlich in den Modernen Zeiten, im letzten Bild, zum erstenmal, dass Charlie nicht allein weiter in die Welt hinauswandert, sondern mit seiner Freundin. Der stumme Chaplin war einsam!“

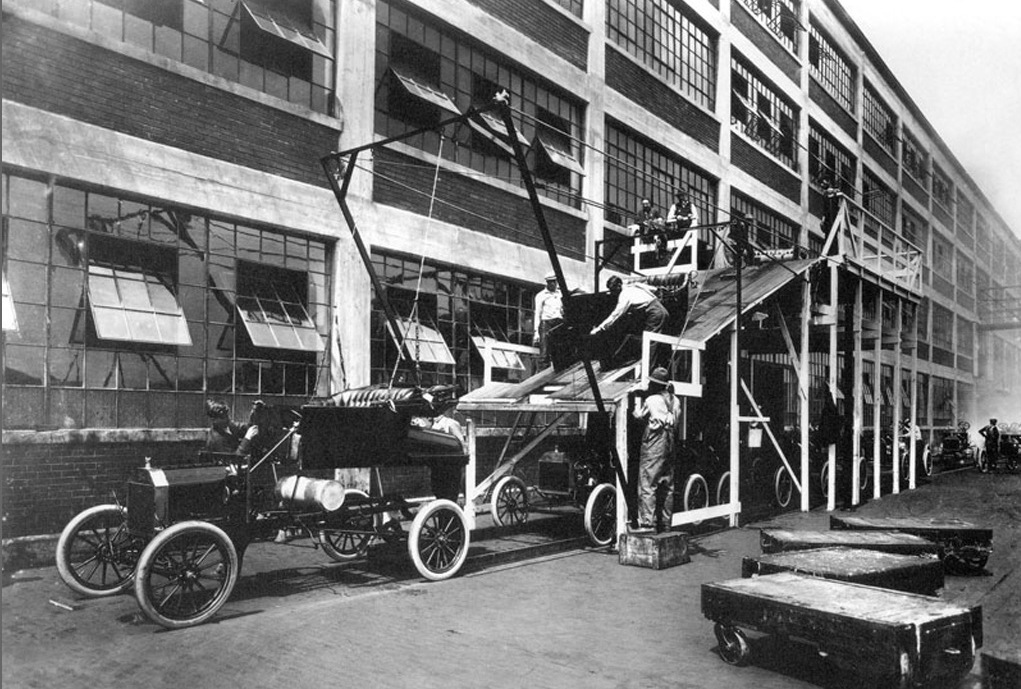
Produktion: Fords Modell T (1913)

Chaplin zur Film-Idee: „… Dann erinnerte ich mich an ein Gespräch, das ich mit einem intelligenten jungen Reporter geführt hatte. Er erzählte mir vom Fließbandsystem, das in Detroit in den Fabriken angewendet wurde. Es war eine erschütternde Geschichte, wie die Großindustrie gesunde junge Männer aus der Landwirtschaft abwarb, die nach 4 oder 5 Jahren am Fließband geistig und körperlich zusammenbrachen. Dieses Gespräch gab mir die Idee für Modern Times.“
In Chaplins Autobiografie ist zu lesen: „Mit dem Erscheinen des Tonfilms waren der Charme und die Sorglosigkeit Hollywoods verschwunden. Über Nacht war aus der Filmproduktion eine kalte, rechnende und ernsthafte Industrie geworden. Die Tontechniker bauten die Ateliers um und installierten komplizierte Aufnahmeapparaturen. Kameras von der Größe eines ganzen Zimmers bewegten sich wie urweltliche Monstren durch die Szenenaufbauten, radioelektische Geräte wurden installiert, die von Tausenden elektrischer Kabel abhingen. Männer mit Kopfhörern, die wie Marsmenschen aussehen, schwebten während der Aufnahmen über den Darstellern wie an Angelschnüren. Das war alles sehr kompliziert und niederdrückend. Wie konnte man noch schöpferisch arbeiten, wenn alle diese technischen Dinge sich um einen häuften?“
Henry Ford mechanisierte und verfeinerte das Prinzip der Fließbandfertigung, indem er mit Hilfe seines Ingenieurs Sorensen und des Vorarbeiters Lewis im Jahr 1913 ein permanentes Fließband aufbaute.
Chaplin betrachtet in seinem Film den Einzelnen und die Gesellschaft in ihrer Umwelt in radikal alternativen Zusammenhängen. Er stellt vorhandene gesellschaftliche, wissenschaftliche und technologische Wechselwirkungen dar und spekuliert – beispielsweise in seinen Übertreibungen zur Fabrikwelt – über kommende. Der Film wird selten auch als ein Science-Fiction-Film oder genauer als eine Zukunfts-Tragikomödie wahrgenommen. Dies liegt heute auch daran, dass sich die Welt und damit auch die Filmart der Fiktion rasant weiter modernisiert hat. Heute wirkt der Film gegenwartsnäher und die dargestellte Technologie teilweise überholt. Zur Zeit der Filmentstehung, in der man Fließbandarbeit noch als eine neue amerikanische Erfindung wahrnahm, deren Entwicklung und Weiterverbreitung Henry Ford stark beeinflusst hat, bekamen Zuschauer sicher nicht diese Eindrücke. Die überdimensionalen Überwachungsmonitore im Film sind eine der damaligen Fiktionen Chaplins, heute kann man sie mit anderen Augen sehen.
Kritiker wiesen bereits im frühen 20. Jahrhundert auf Gefahren hin, dass die neuen Sozialtechniken die ihnen unterworfenen Menschen entmündigen und individuelle Freiheiten zumindest bedrohen. Chaplin hat diesen Befürchtungen im Film Ausdruck verliehen.
Lexikon des Internationalen Films: „Eine Tragikomödie von bitter-ironischer Schärfe; mit einfachsten Mitteln, viel Bildwitz und Galgenhumor gestaltet, setzt der Film die vitalen Bedürfnisse des Menschen gegen die übertriebene Rationalisierung und Mechanisierung des Lebens.“

## Restaurierung
2003 erschien eine digital restaurierte Fassung des Films. Die französische Firma MK2 suchte weltweit gute Kopien des ursprünglichen Materials, schnitt sie zusammen und bearbeitete jedes der 126 000 Einzelbilder, entfernte Kratzer und Staub und sorgte für einen optimalen Bildstand und ausgeglichene Schwarz-Weiß-Tonwerte. Die restaurierte Fassung wurde erstmals beim Cannes Filmfestival 2003 gezeigt.

## Erstaufführungen im deutschsprachigen Raum
- Bundesrepublik Deutschland: 31. März 1956.
- Österreich: Juli 1956[19]
- DDR: 1978, im Rahmen einer „Amerikanischen Woche des Films“, erstmals gezeigt.[20]

## Auszeichnungen
1989 wurde Moderne Zeiten in das National Film Registry aufgenommen. Bei Umfragen des American Film Institute nach den 100 besten US-amerikanischen Filmen landete er als dritter Chaplin-Film (hinter Goldrausch und Lichter der Großstadt)  im Jahr 1998 auf dem 81. und im Jahr 2007 auf dem 78. Platz.

## Rezeption

### Politische Tendenz
Dem Film wurde sehr früh unterstellt, er weise eine „kommunistische Tendenz“ auf. So schrieb Boris Schumjazki, der erste Mann der sowjetischen Filmindustrie, nach einem Besuch in Hollywood, bei dem Chaplin ihm einen Rohschnitt des Films gezeigt hatte, in der Prawda, Chaplin habe „ein Dokument geschaffen, das im sozialen Kampf Partei ergreift.“ Der Filmtitel, der ursprünglich The Masses lauten sollte („New Masses“ war der Name einer in den 1930er Jahren in den USA erscheinenden kommunistischen Zeitung), wurde in Modern Times geändert. Wegen seiner angeblich kommunistischen Tendenz konnte der Film erst am 31. März 1956 erstmals in der Bundesrepublik Deutschland aufgeführt werden. Auch die Behörden in den USA beobachteten Chaplins „anti-amerikanische“ Aktivitäten mit Argwohn: Als Chaplin 1952 nach Großbritannien reiste, sorgte FBI-Chef John Edgar Hoover dafür, dass er wegen angeblich subversiver Tätigkeiten nicht mehr in die USA einreisen durfte. Moderne Zeiten wurde in der DDR erst 1978, im Rahmen einer „Amerikanischen Woche des Films“, gezeigt.
Der Filmkritiker Philipp Bühler bescheinigt dem Film, dessen Beginn „das ganze 20. Jahrhundert in einem Bild zusammenzufassen scheint“, „unverkennbar marxistische Vorzeichen“, indem Chaplin demonstriere, was „entfremdete Arbeit“ bedeute: „Die riesigen Maschinen, arbeitsteilig bedient, produzieren nichts – zumindest nichts Erkennbares. Die Arbeiter/innen sind vom Produkt abgekoppelt, haben zu funktionieren als ausschließlich nach Zeit, Lohn und Arbeitskraft kalkulierte Größe.“ Allerdings sei, so Bühler, Chaplin kein Kommunist gewesen. „Eher schon wollte Chaplin wissen, wie es in diesen Zeiten möglich ist, kein Kommunist zu werden.“
Die Filmer Jean-Pierre und Luc Dardenne schreiben über Moderne Zeiten, dass der Tramp sich hierin der industriellen Welt entzieht und weder Kapitalismus noch Kommunismus jener Zeit konnten diese Haltung gutheißen. Milch zu trinken bedeute für ihn, eine Kuh zu melken, die an seinem Haus vorbeikommt, allerdings ohne jeglichen Produktionsprozess dazwischen zu schalten. Dies nennen sie bezeichnend für das Wesen der Film-Figur.
Bereits im Dezember 1935 merkte die Zeitschrift Motion Picture Herald an: „Er [Chaplin] ist sicher auch ein Philosoph, ein nicht allzu optimistischer, aber er ist zuallererst ein Showman – wie sein großes bürgerliches Vermögen beweist.“
Chaplin selbst wurde 1936 von der New York Times mit den Worten zitiert: „Es gibt Leute, die meinem Werk soziale Bedeutung beimessen. Es hat keine. Das ist ein Thema für Vortragsredner. Meine Absicht ist zuerst zu unterhalten.“

### Aktualität im 21. Jahrhundert

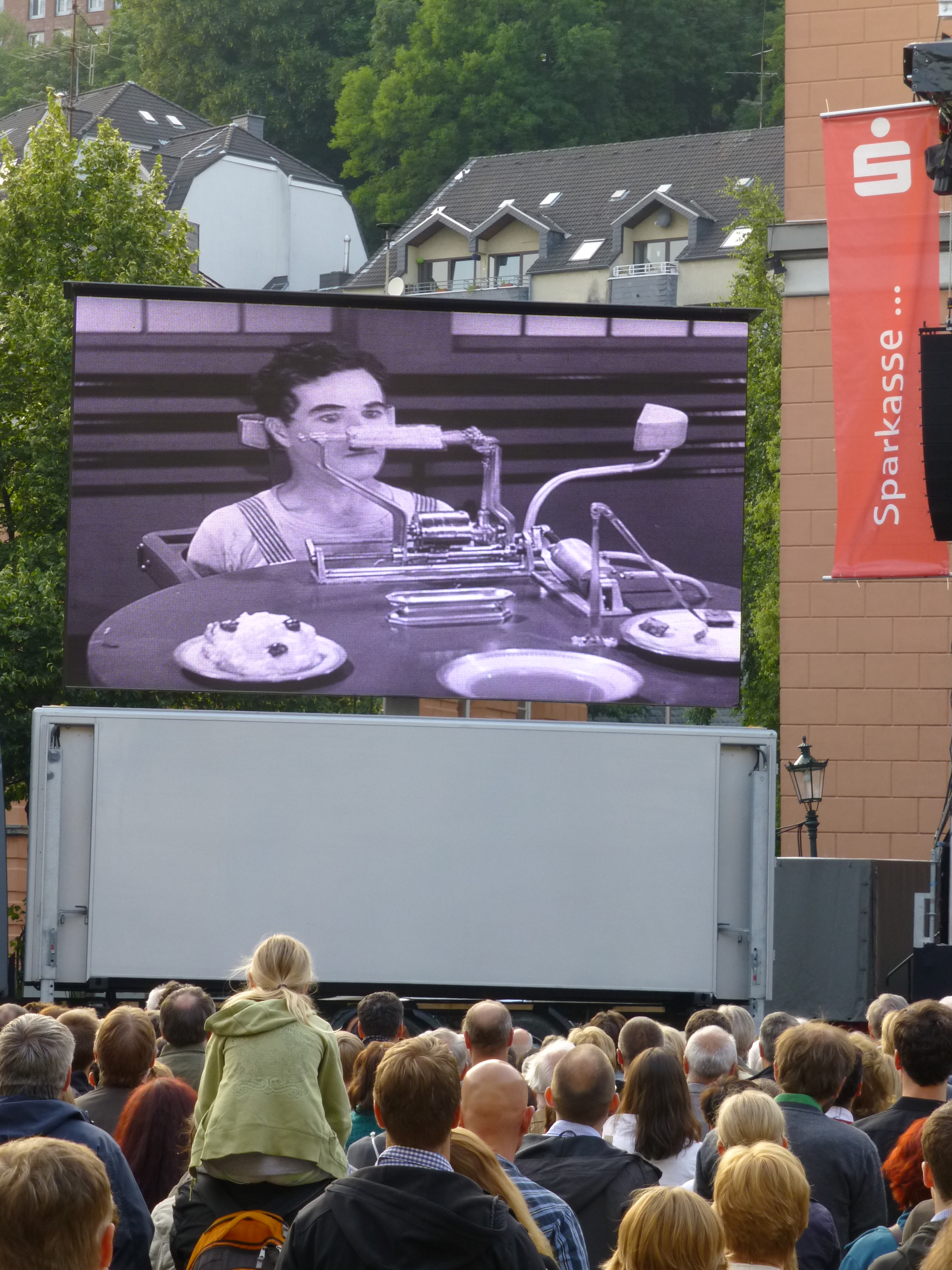
Der Tramp und die Mensch-Füttermaschine auf dem Laurentiusplatz, Wuppertal 2013

Modern Times wurde 1989 als „culturally significant“ von der Library of Congress bewertet und ausgewählt als schützenswert für die United States National Film Registry. 2003 wurde der Film „out of competition“ auf dem Cannes Film Festival gezeigt.
Der Journalist und Comics-Experte Andreas Platthaus stellt die Frage nach der Aktualität des Films im 21. Jahrhundert: Scheinbar passe er „besser in die Zeit von Roosevelt II als in die von Hartz IV“. Trotzdem handele es sich bei Moderne Zeiten um den „modernste[n] Film der Saison“; denn er zeige, dass man (wie der Tramp im Film als Träger der roten Fahne) nur „[d]urch Unschuld, nicht Berechnung […] zum Führer einer sozialen Bewegung“ werde.
Der Literaturkritiker Thomas Klingenmaier weist, ähnlich wie Platthaus, auf die veränderte Rezeption des Films durch Zuschauer im 21. Jahrhundert hin: Die Zuschauer der Zeit unmittelbar nach 1936 hätten in dem Ausspeien des Protagonisten aus der Maschine noch einen Akt der „Rettung“ gesehen. Heutige Zuschauer hingegen erlebten diese Szene nicht als „Befreiung“ des Arbeiters von seiner Fron, sondern als „Ausmusterung“ eines überflüssig Gewordenen aus der menschenleer gewordenen Fabrik.
Wenn zu Filmbeginn der Fabrikdirektor mit aufwendigen Überwachungssystemen die Tätigkeiten seiner Beschäftigten ständig überwacht, werden heute beim informierten Zuschauer gedankliche Verknüpfungen zu George Orwell und seinem dystopischen Roman 1984, in dem ein totalitärer Präventions- und Überwachungsstaat dargestellt wird, hervorgerufen. Im Film entsteht der Eindruck, dass nur der etwas zu sagen hat, der über die damals noch als modern geltenden Kommunikationsmittel verfügt.

## Adaptionen
In Anlehnung an den Film nannte die englische Choreographin Jean Renshaw ein 2011 in Fürth uraufgeführtes Tanzstück Modern Times.
Die französischen Philosophen Jean-Paul Sartre, Simone de Beauvoir und Maurice Merleau-Ponty benannten 1945 ihr neu erschienenes Journal, Les Temps modernes nach dem Filmtitel.